# Bund.de
bund.de ist eine von der deutschen Bundesregierung betriebene Domain, die von unterschiedlichen Ressorts verwendet wird. Zu diesem Zweck werden Subdomains eingesetzt, also ein Präfix das durch einen Punkt von bund.de getrennt wird.
Beispielsweise kommt die Domain für service.bund.de, ein vom Bundesverwaltungsamt betriebenes Portal zur Bundesverwaltung, gesund.bund.de, ein Informationsportal des Bundesministeriums für Gesundheit, und id.bund.de, ein digitales Identifikationssystem für deutsche Staatsbürger, zum Einsatz.

## service.bund.de
Das Behördenverzeichnis bietet eine Übersicht über die Behörden und Institutionen des Bundes, hierzu zählen auch Einrichtungen, die vom Bund durch Zuwendungen oder die Bereitstellung von Stiftungskapital gefördert werden und auch andere Institutionen, die sich durch ihre Funktion oder Aufgabe in Behörden- bzw. Staatsnähe befinden. Ein Eintrag in diesem Verzeichnis ist jedoch nicht gleichbedeutend mit dem Status einer Behörde.
Mit der Migration auf den Government Site Builder (GSB) 4.0, der Basiskomponente der E-Government-Initiative „BundOnline 2005“ im Bereich Content-Management-System, im Januar 2009 hat das Portal ein neues Design und eine verbesserte Struktur erhalten. Damit konnten die Angebote des Portals übersichtlicher und mittels Suchfunktionen schneller zugänglich gemacht werden.
Neu ist u. a. die Möglichkeit, RSS-Web-Feeds für Stellenangebote und Ausschreibungen zu abonnieren sowie über die Integration von Google Maps die geografische Lage einer Behörde, eines Stellenangebots oder einer Ausschreibung auf einer Karte anzeigen zu lassen.
Das Portal ist zugleich ein Beitrag des Bundes zur nationalen E-Government-Strategie Deutschland-Online, die sich für ein integriertes E-Government-Angebot aller Verwaltungsebenen einsetzt. Bund, Länder und Gemeinden haben zur Umsetzung der damit verbundenen Vorhaben mehrere Arbeitsgruppen gebildet. Das Bundesverwaltungsamt und die Bundesstelle für Informationstechnik arbeiten in diesen Arbeitsgruppen mit.
Seit dem 16. Dezember 2014 präsentiert sich das Portal in überarbeiteter Optik und wurde zeitgleich auf die Version 6.0 des Government Site Builders aktualisiert.

## Weitere Anwendungen
bund.de wird mittlerweile für zahlreiche Zwecke verwendet. Hier werden exemplarisch drei weitere von ihnen aufgeführt.

### id.bund.de
Mit dem Nutzerkonto Bund (NKB), auch als BundID bezeichnet, können sich Bürger für Online-Verwaltungsleistungen öffentlicher Stellen identifizieren. Die BundID ist ein vom IT-Planungsrat angeschobener Portalverbund, der im Jahr 2019 online gegangen ist. Im Frühjahr 2023 erfolgte der Identifikationsschritt für die Auszahlung einer finanziellen Hilfe an Studenten über die BundID.

### karriere.bund.de
Hier wirbt die Bundesverwaltung mit Informationen um neue Mitarbeiter.

### gesund.bund.de
Hier findet sich eine digitale Datenbank der ICD-Codes mit einfach verständlichen Erklärungen der Diagnosen. Außerdem können Nutzer Krankenhäuser und Ärzte mithilfe von Filtern finden.

## Digitale Verwaltung 2020
Die Bundesregierung hat es sich zum Ziel gesetzt bis zum Jahr 2020 die Digitalisierung der Verwaltung umzusetzen, dazu sollen die komplexe Abläufe der Verwaltungslandschaft hinterfragt und die Vernetzung der elektronischen Systeme ausbaut werden. So soll es Bürgern oder Unternehmen ermöglicht werden ihre Anliegen elektronisch auf gesichertem Weg mittels Onlineverfahren abzuwickeln. Die Rahmenbedingungen wurden im Regierungsprogramm Digitale Verwaltung 2020 festgeschrieben. Seit 2011 ist es allen Bürgern möglich über die Einheitliche Behördenrufnummer 115 die örtliche Verwaltung zu kontaktieren.
- Bundesministerium des Innern, für Bau und Heimat: Behördennummer 115 – Ihr kurzer Weg ins Amt. (bund.de PDF; 1 MB).
- Bundesministerium des Innern, für Bau und Heimat: Anlage 2: Rechtliche Anforderungen an die Daten. (bund.de PDF; 162 kB).